# Tornimparte

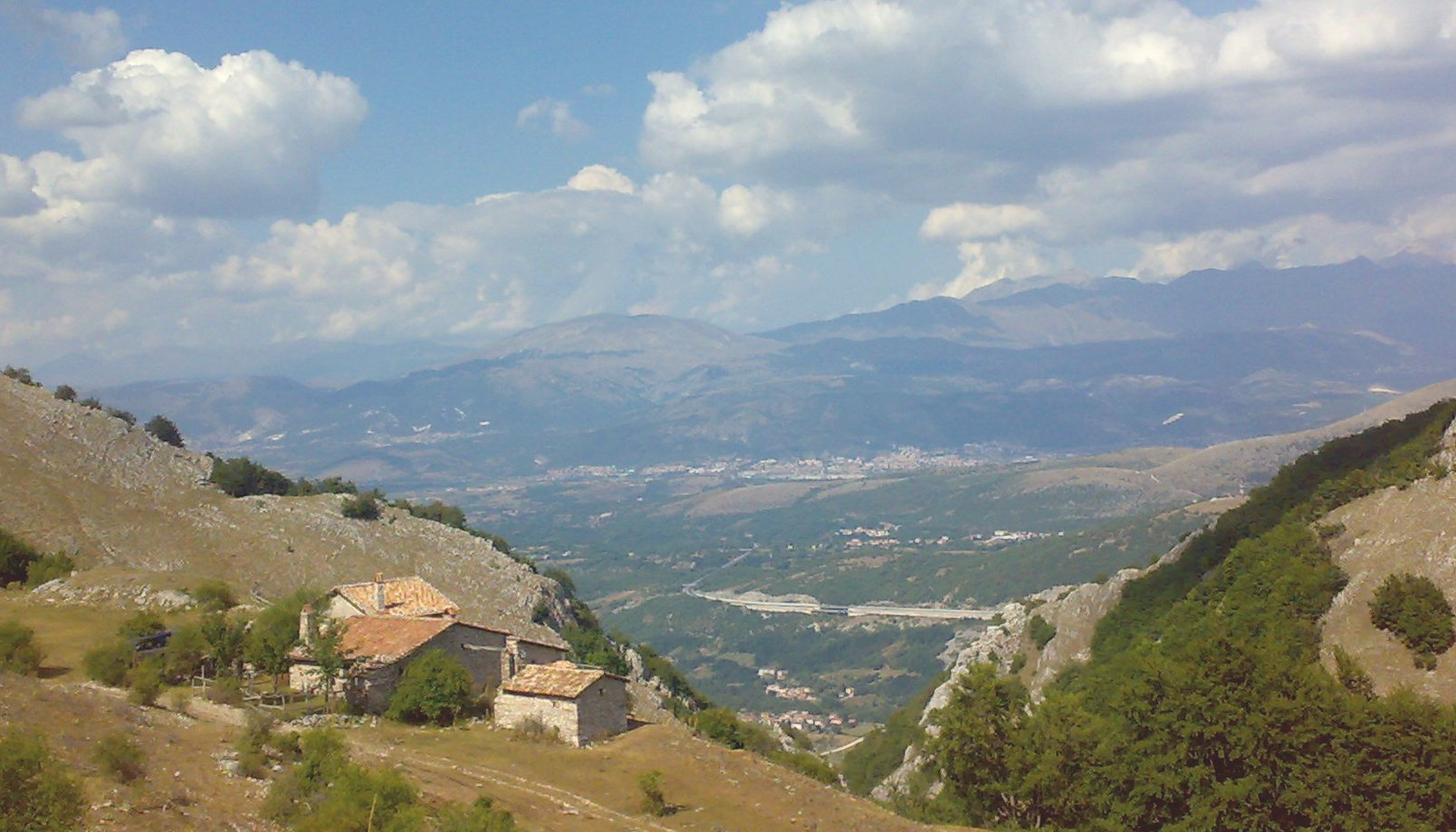
Caseríos sobre el monte Ruella

Tornimparte es una localidad italiana de la provincia de L'Aquila, región de Abruzos. Tiene una población estimada, a fines de 2019, de 3.009 habitantes.

## Geografía
Está cerca de Roma (90 km) y de Teramo (50 km) gracias a la autopista homónima "Tornimparte-Campo Felice" del A24 Roma-Teramo y de Rieti a través de la estatal SS17.
El territorio del municipio se subdivide en una parte al pie de montaña habitada con una altitud media de 830 m s.n.m. y una parte montañosa de grandes laderas de la cadena montañosa Monte San Rocco-Monte Cava (2000m) que representa la elevación más alta del municipio.

## Economía
La proximidad a L'Aquila ha favorecido el desarrollo del sector terciario en el municipio. En el pasado, antes de la construcción de la autopista y la consiguiente integración de la región con las economías de las ciudades cercanas, la agricultura y la ganadería eran las principales fuentes de sustento, a menudo casi exclusivamente con fines de subsistencia.

### Turismo
La presencia de diversos emprendimientos de agroturismo y bed and breakfast ha hecho posible y favorecido en parte el desarrollo del turismo

## Fracciones
Barano, Capo La Villa, Capolitto, Case Tirante, Castiglione, Colle Farelli, Colle Farni, Colle Fiascone, Colle Marino, Colle Massimo, Colle Perdonesco, Colle Santa Maria, Colle San Vito, Forcelle, Molino Salomone, Palombaia, Piagge, Pianelle, Piè La Costa, Piè la Villa, Rocca Santo Stefano (Collecastagno), San Nicola, Viaro, Villagrande (Sede Municipal).

## Evolución demográfica
| Gráfica de evolución demográfica de Tornimparte entre 1861 y 2001 |
|                                                                   |
| Fuente ISTAT - elaboración gráfica por Wikipedia                  |